# Andi Feldmann

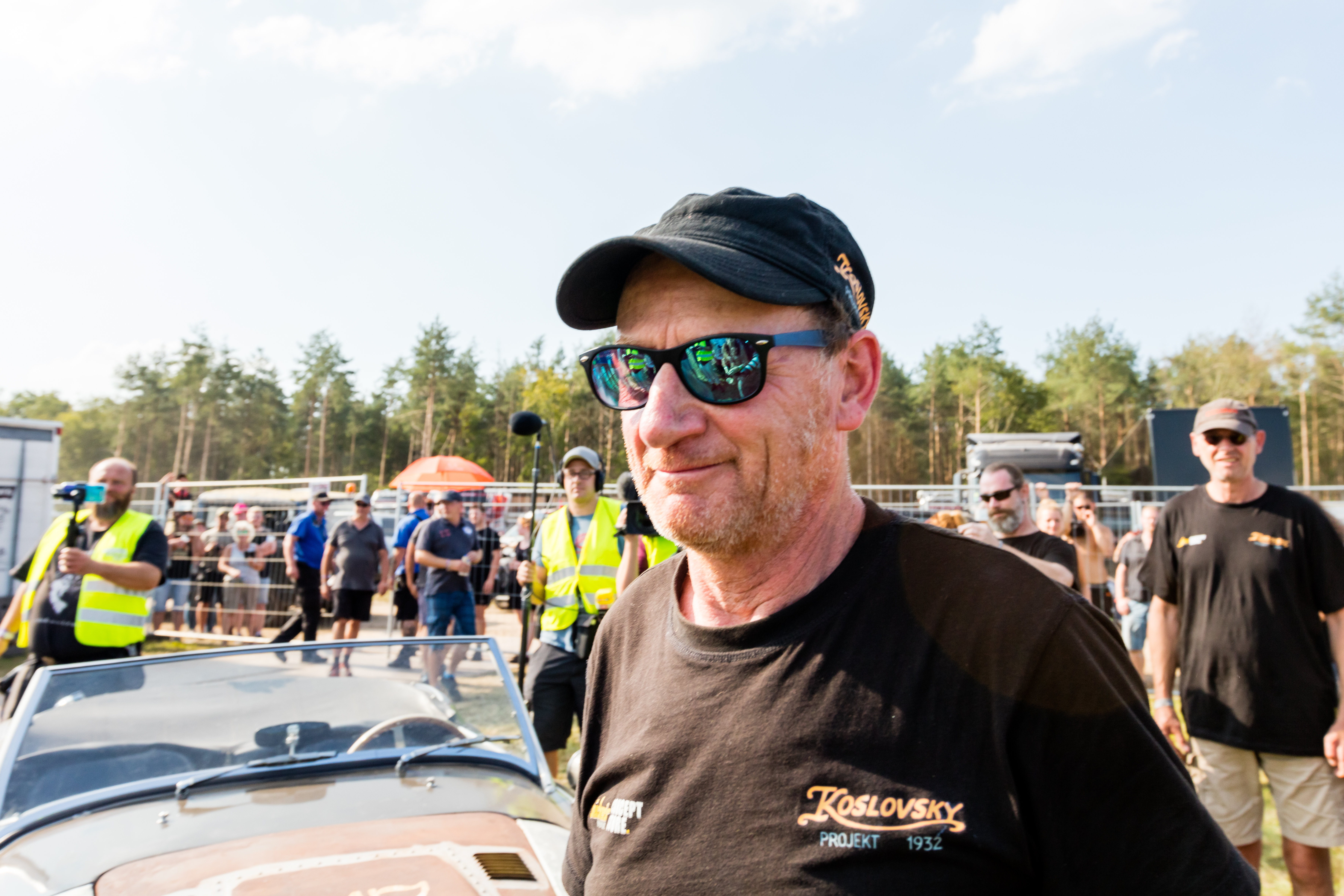
Andi Feldmann (2019)

Bernhard Andreas Peter Hinrich „Andi“ Feldmann (* 29. Mai 1957) ist ein deutscher Bildhauer, Drehbuchautor, Schauspieler, Synchronsprecher, Autor und YouTuber.

## Werdegang
Andi Feldmann wuchs als jüngstes von drei Kindern der Familie Feldmann in Flensburg auf, sein ältester Bruder ist Rötger „Brösel“ Feldmann, der Erfinder der Comicfigur Werner. Vieles von dem, was Andi Feldmann während seiner Ausbildung zum Heizungsinstallateur erlebte, verarbeitete Brösel später in den Werner-Comics.

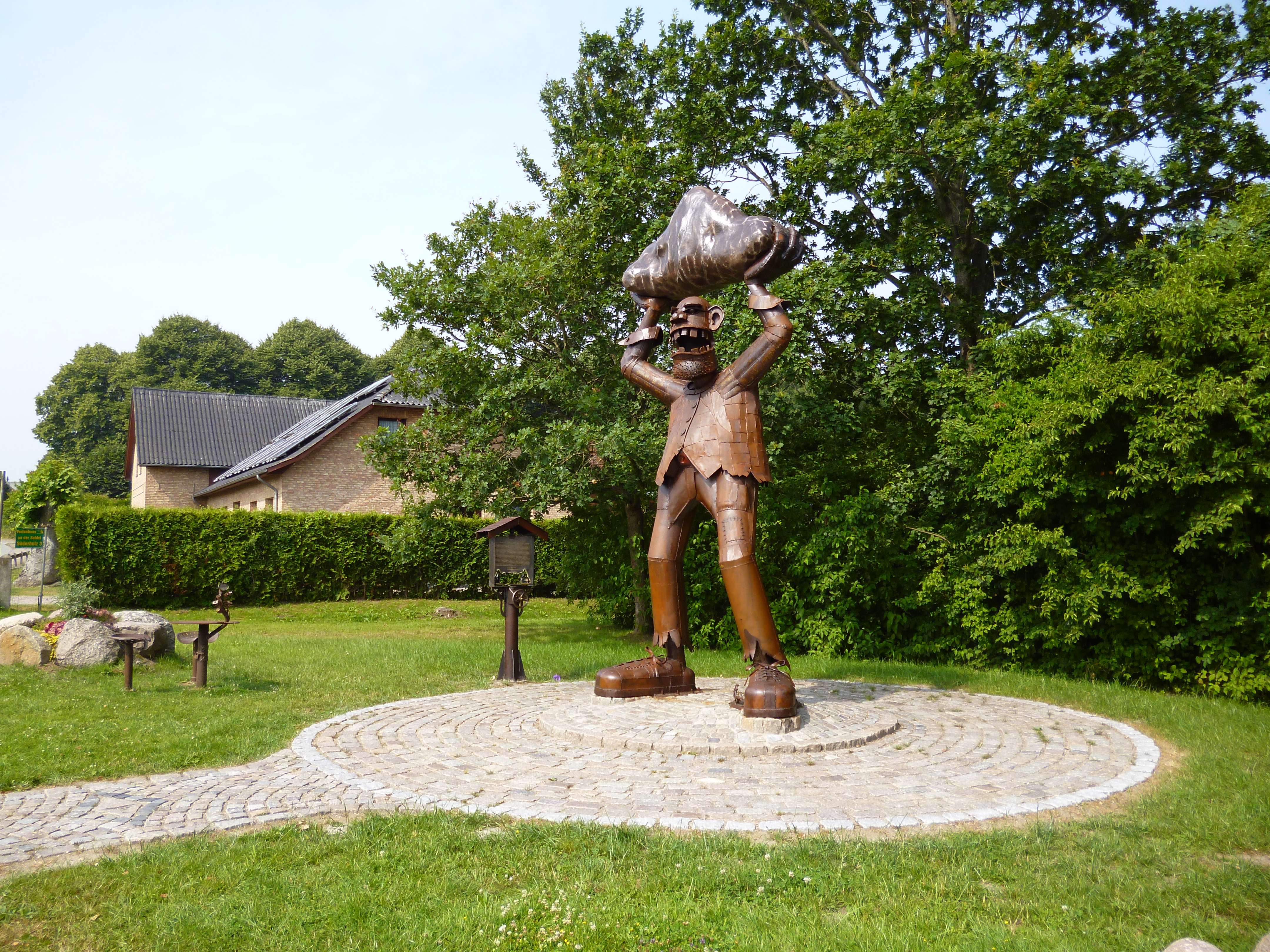
Der Riese von Ulsnis

Seit 1979 lebt Feldmann in der Gemeinde Ulsnis im Kreis Schleswig-Flensburg, wo er als Metallbildhauer arbeitet; seit Oktober 2012 steht dort auch die von ihm erschaffene, etwa 5 Meter hohe Skulptur Der Riese von Ulsnis, die auf einer alten Sage basiert.
In den Werner-Comicverfilmungen Werner – Beinhart! (1990), Werner – Das muß kesseln!!! (1996),  Werner – Volles Rooäää!!! (1999), Werner – Gekotzt wird später! (2003) und Werner – Eiskalt! (2011) synchronisierte er die ihm nachempfundene Figur Andi wie auch den Meister Röhrich und spielte im Realfilmteil von Werner – Eiskalt! mit. Bei den drei Werken von 1996 bis 2003 wirkte er zudem an den Drehbüchern mit.
Nach eigenem Bekunden verlor er das Endglied seines linken kleinen Fingers durch einen Unfall. Bei der chirurgischen Wundversorgung wurde der verbliebene Knochen mit einer Kniehebelzange durchtrennt, um eine Stumpfdeckung zu gewährleisten. Der nur örtlich betäubte Feldmann war von der Zange fasziniert, so dass er sie unbemerkt an sich nahm und gewissermaßen gegen sein Fingerendglied „eintauschte“. Sie befindet sich heute noch in seinem Besitz.
2000 veröffentlichte er gemeinsam mit seinem Bruder und Martin Reuter das Buch Die Kulteisen der Wernersens, 2002 erschien Das große Motorrad-Reisehandbuch.

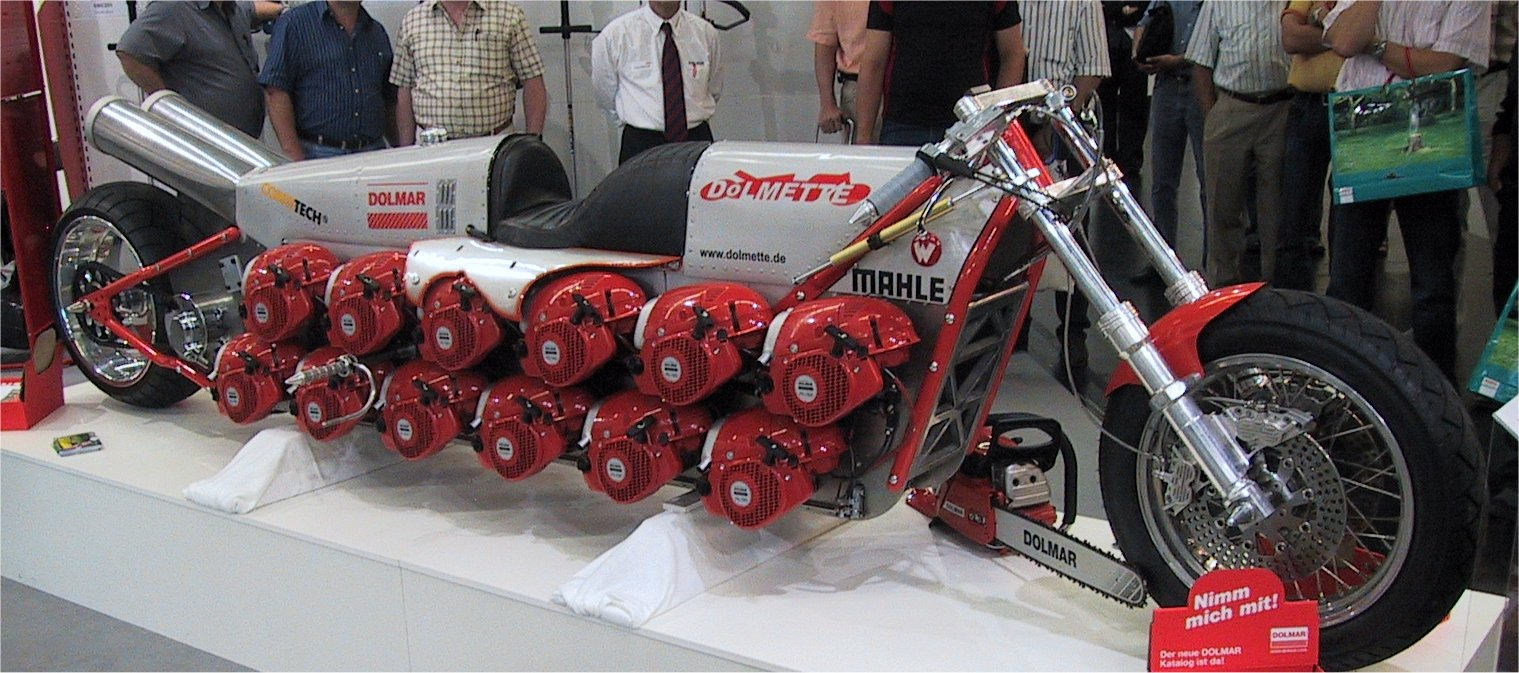
Die Dolmette

2004 fuhr Andi Feldmann im Rahmen eines Festivals auf dem Lausitzring ein Rennen, bei dem er auf der Dolmette, einem nach Ideen von Brösel gebauten Motorrad, das von 24 Dolmar-Kettensägenmotoren angetrieben wird, gegen die Schweizerin Christina Surer in einem Abt Audi AS400 antrat. Feldmann verlor das Rennen. Seit Mitte 2020 behandelt er im YouTube-Channel Andis Funktionspunk Themen rund um Styling und Tuning von Mopeds und Motorrädern.

## Bibliografie
- Die Kulteisen der Wernersens. Achterbahn, Kiel 2000, ISBN 3-89719-075-3.
- Das große Motorrad-Reisehandbuch. Achterbahn, Kiel 2002, ISBN 3-89719-220-9.

## Filmografie
- 1990: Werner – Beinhart!
- 1996: Werner – Das muß kesseln!!!
- 1999: Werner – Volles Rooäää!!!
- 2003: Werner – Gekotzt wird später!
- 2011: Werner – Eiskalt!